# Eoscarta karschi
Eoscarta karschi är en insektsart som beskrevs av Schmidt 1920. Eoscarta karschi ingår i släktet Eoscarta och familjen spottstritar. Inga underarter finns listade i Catalogue of Life.